# 寅次郎的故事13 寅次郎失恋记
《寅次郎的故事13 寅次郎失恋记》（日語：男はつらいよ 寅次郎恋やつれ）是一部1974年上映的日本喜剧电影，亦是《寅次郎的故事系列》的第十三部剧场版作品。由山田洋次导演，渥美清、倍赏千惠子、前田吟、松村达雄、三崎千惠子及吉永小百合等等主演。於1974年8月3日上映。

## 劇情簡介
寅次郎回來通知家人，打算跟他途中相識的單親媽媽娟代訂婚。當娟代失踪已久的丈夫再次出現後，寅次郎留下短信就離開了。在旅途中，寅次郎在津和野重遇舊相識歌子，而她的丈夫剛病逝。基於責任，她與夫家苛刻的父母一起生活。寅次郎勸說歌子來東京，並陪同她去見因反對婚事而對歌子疏遠的作家父親。寅次郎希望與歌子有所發展的意圖落空，因歌子決定要奉獻她的生命給弱智兒童。

## 主要演员
- 车寅次郎：渥美清
- 诹访樱：倍赏千惠子
- 诹访博：前田吟
- 车龙造（外甥）：松村达雄
- 车つね（姑妈）：三崎千恵子
- 诹访满男：中村隼人
- 桂梅太郎（タコ社长）：太宰久雄
- 御前样：笠智众
- 源公：佐藤蛾次郎
- 鈴木歌子（旧姓：高见（麦当娜））：吉永小百合
- 高见修吉：宮口精二
- 绢代：高田敏江
- みどり：高桥基子
- マリ：泉洋子
- 歌子的岳母：小夜福子
- 老绅士：吉田义夫
- 老婆：武智丰子
- 温泉艺妓：光映子
- 寅先生的新娘：石原昭子

### 英文
- . 英国电影协会.   [2013-05-02]. （原始内容存档于2012-10-17） （英语）.
- . Complete Index to World Film.   [2013-05-02]. （原始内容存档于2012-09-13） （英语）.
- Galbraith IV, Stuart. . DVD Talk. 2005-10-31  [2013-05-02]. （原始内容存档于2012-10-09） （英语）.

### 德文
- . www.molodezhnaja.ch.   [2013-05-02]. （原始内容存档于2012-07-17） （德语）.

### 日文
- . www.allcinema.net.   [2013-05-02]. （原始内容存档于2012-10-18） （日语）.
- . 日本电影院数据库（日本文化厅）.   [2013-05-02]. （原始内容存档于2012-02-26） （日语）. 外部链接存在于|publisher= (帮助)
- . 日本电影数据库.   [2013-05-02]. （原始内容存档于2013-11-05） （日语）.
- . 电影旬报.   [2013-05-02]. （原始内容存档于2012-03-09） （日语）.

### 中文
- . 豆瓣电影.   [2013-05-02]. （原始内容存档于2011-09-10）.